# Luffia pineti
Luffia pineti är en fjärilsart som beskrevs av Pierre Millière 1875. Luffia pineti ingår i släktet Luffia och familjen säckspinnare. Inga underarter finns listade i Catalogue of Life.